# نورثروپ ایکس‌پی-۵۶ بلک بولت
نورثروپ ایکس‌پی-۵۶ بلک بولت (به انگلیسی: Northrop XP-56 Black Bullet) یک هواپیمای ساختِ کارخانهٔ نورثروپ در کشور ایالات متحده آمریکا است. این هواپیما برای نخستین بار در ۳۰ سپتامبر ۱۹۴۳ میلادی مورد استفاده قرار گرفت.